# Walter Gilbert
Walter Gilbert (Boston, 21 de março de 1932) é um físico e bioquímico americano.

## Biografia
Estudou física, química e matemática na Universidade de Harvard. Posteriormente realizou seu doutorado em matemática pela Universidade de Cambridge, onde foi decano de física teórica, e em bioquímica em Harvard, onde foi nomeado professor de biologia molecular.

## Investigações científicas
Sua contribuição na determinação das seqüências de bases dos ácidos nucleicos lhe valeu o Nobel de Química de 1980, que compartilhou com seu compatriota Paul Berg e o britânico Frederick Sanger.
Gilbert e Sanger foram premiados por seu trabalho pioneiro na determinação da seqüência de nucleotídeos dos ácidos nucléicos. Walter Gilbert também propôs, pela primeira vez, a hipótese do  "mundo ARN" para a origem da vida, modelo proposto por Carl Woese en 1967.
É co-fundador da empresa de biotecnologia Biogen Idec, de cujo conselho diretor foi o primeiro presidente.

## Dissidência com respeito à SIDA (AIDS)
Walter Gilbert é um dos cientistas que negam a existência do vírus HIV, pois considera que Peter Duesberg está correto em suas posições "heterodoxas" com respeito à enfermidade.
Peter Duesberg é um cientista alemão, radicado nos EUA, que recebeu várias premiações científicas, por mapear os genes dos retrovírus e por seus estudos sobre o vírus da gripe. Duesberg afirma categoricamente que o HIV (vírus da imunodeficiência adquirida) não se relaciona com a SIDA (AIDS), causada por diversos outros motivos relacionados ao colapso do sistema imunológico.
Citações de Walter Gilbert sobre Peter Duesberg:
*"Duesberg está absolutamente certo ao decidir que a SIDA (AIDS) não é provocada pelo vírus HIV. Não há modelo animal para a SIDA e, sem modelo animal, um não pode estabelecer os postulados de Koch (para provar o papel de algo que se suspeita que é patógeno)".
* "A comunidade científica em seu conjunto não escuta pacientemente os críticos que adotam pontos de vista alternativos. Ainda que a grande lição da história é que o conhecimento se desenvolve através do conflito entre pontos de vista".